# Howard Stringer

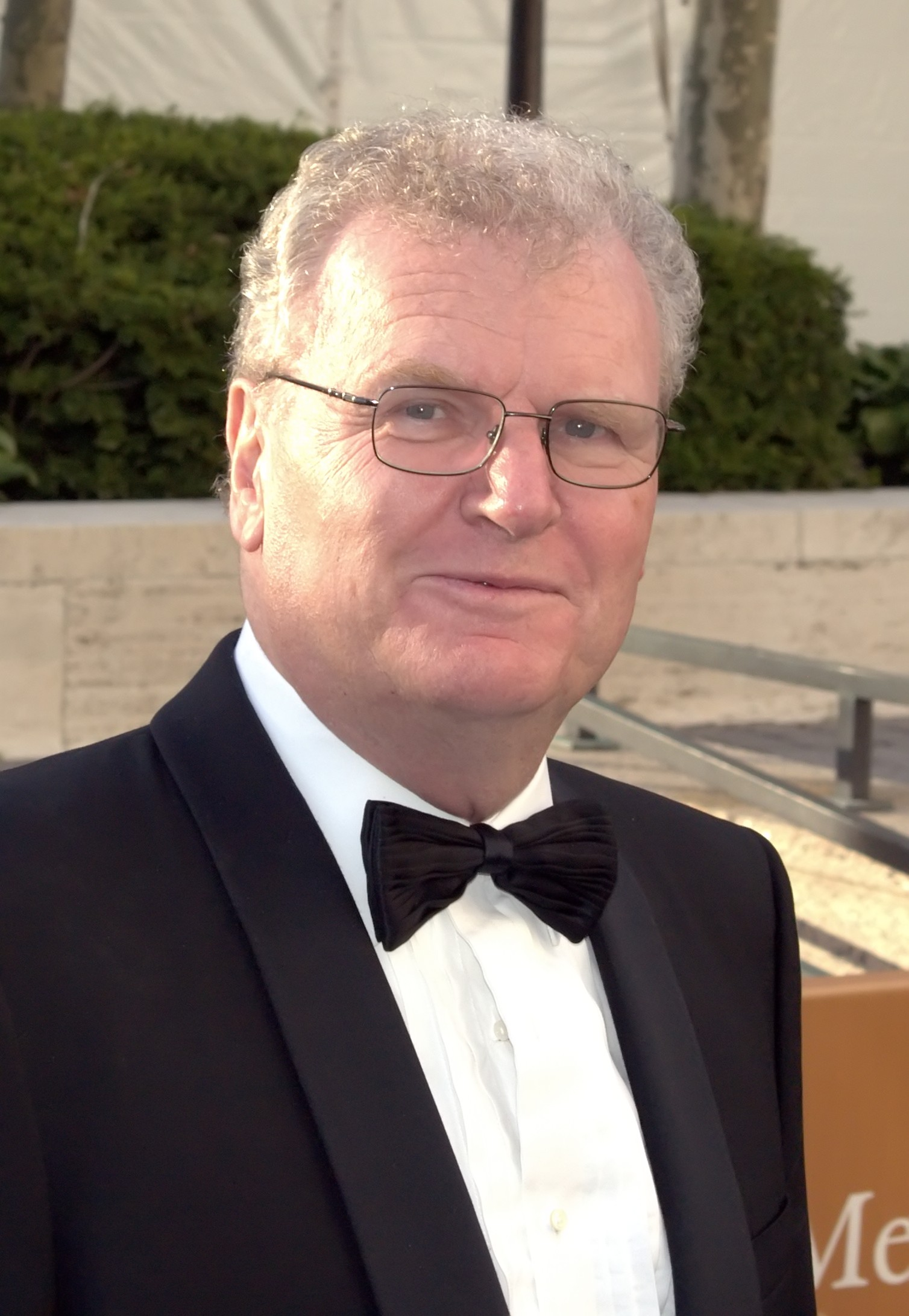
Stringer, 2009

Sir Howard Stringer (* 19. Februar 1942 in Cardiff) ist ein britisch-amerikanischer Manager. Er war von 2005 bis 2012 Vorsitzender, Präsident und CEO von Sony.

## Biographie
Howard Stringer wurde 1942 in Cardiff als Sohn von Harry und Marjorie Mary (Pook) Stringer geboren. Er studierte an der Universität von Oxford. Am 29. Juli 1978 heiratete er Jennifer A. Kinmond Patterson. Sie haben gemeinsam einen Sohn namens David Ridley. Er wanderte 1965 in die USA aus. Sein jüngerer Bruder, Rob Stringer, ist CEO von Sony Music Label Group. Howard Stringer wurde am 31. Dezember 1999 von Elisabeth II. zum Knight Bachelor („Sir“) geschlagen.

## Karriere
Stringer startet seine Karriere bei CBS, wo er als Journalist, Produzent und als Senior Executive beschäftigt war. Von 1988 bis 1995 war er Präsident von CBS und zuständig für die Nachrichten, Sport, Entertainment, Radio und TV. Stringer begann im Mai 1997 bei Sony. Im Juni 2005 wurde er Vorsitzender und CEO von Sony und damit auch für Tochtergesellschaften wie Sony Computer Entertainment, Sony Music Entertainment, Sony Electronics, Sony Pictures Entertainment und Sony Financial Holdings verantwortlich. Am 1. April 2009 übernahm er von Ryōji Chūbachi zusätzlich die Position des Präsidenten. 2012 folgte ihm Kazuo Hirai in seinen Führungsämtern bei Sony.